# François Bordes

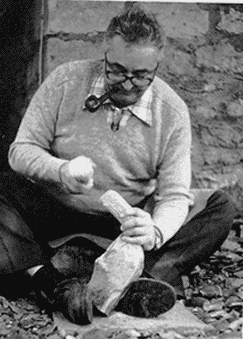
François Bordes

François Bordes (* 30. Dezember 1919 in Rives, Lot-et-Garonne; † 30. April 1981 in Tucson, Arizona) war ein französischer Archäologe und Spezialist für das Paläolithikum. Er war Professor für Ur- und Frühgeschichte an der Universität Bordeaux I. Von dort aus führte er zahlreiche Ausgrabungen zum Paläolithikum Aquitaniens durch. Zu den bekanntesten Fundplätzen, an denen er Grabungen oder Nachgrabungen durchgeführt hat, gehören Abri Combe-Grenal, La Micoque, Le Moustier, Corbiac, La Quina und Pech de l’Azé.
Zugleich war er Autor mehrerer Science-Fiction-Bücher, die er unter dem Pseudonym Francis Carsac verfasste.

## Schriften (Auswahl)
- Zur Vorgeschichte
  - Principes d’une méthode d’étude des techniques de débitage et de la typologie du Paléolithique ancien et moyen. In: L’Anthropologie. Bd. 54, Nr. 1/2, 1950, ISSN 0003-5521, S. 19–34.
  - A Tale of two caves. Harper & Row, New York NY 1972, ISBN 0-06-040855-3.
  - Typologie du Paléolithique. Ancien et moyen (= Publications de l’Institut de Préhistoire de l’Université de Bordeaux. Mémoire. 1, ZDB-ID 1125913-9). 2 Bände. Delmas, Bordeaux 1961, (5e édition. Centre National Recherche Scientifique, Paris 1988, ISBN 2-87682-005-6).
  - Leçons sur le Paléolithique (= Cahiers du Quaternaire. 7). 3 Bände. Centre National de la Recherche Scientifique, Paris 1984;
    - Band 1: Notions de la géologie quaternaire. 1984, ISBN 2-222-03314-4;
    - Band 2: Le Paléolitique en Europe. 1984, ISBN 2-222-03315-2;
    - Band 3: Le Paléolitique hors d’Europe. 1984, ISBN 2-222-03316-0.

- Science fiction
  - Ceux de nulle part (engl.: Those from nowhere) (1954)
  - Les Robinsons du Cosmos (The Robinsons of the Cosmos) (1955)
  - Terre en fuite (Fleeing Earth) (1960)
  - La voix du loup (deutsch.: Die Stimme des Wolfs) (1960)
  - Ce monde est nôtre (This world is ours) (1962)
  - Pour patrie, l’espace (For homeland, space) (1962)
  - La vermine du lion (The vermin of the lion) (1967)